# Adam Fudali
Adam Fudali (ur. 7 marca 1951 w Raciborzu, zm. 25 września 2018)  – polski samorządowiec, od 1998 do 2014 prezydent Rybnika.

## Życiorys
Ukończył Technikum Mechaniczne w Rybniku. Jako nastolatek podczas pracy na kolei stracił obie nogi. Do 1998 prowadził firmę handlowo-usługową. W latach 1990–1994 zasiadał w rybnickiej radzie miasta, przewodniczył Komisji Działalności Gospodarczej.
W 1998 był szefem sztabu wyborczego AWS w Rybniku, po wyborach samorządowych został przez radę miasta powołany na urząd prezydenta Rybnika. Zasiadał potem w śląskim zarządzie PPChD. W wyborach bezpośrednich na prezydenta Rybnika w 2002, 2006 i 2010 skutecznie ubiegał się o reelekcję. Kierował lokalnym ugrupowaniem pod nazwą Blok Samorządowy Rybnik. W latach 2002–2007 pełnił funkcję przewodniczącego zarządu Związku Subregionu Zachodniego, ponownie objął ją w 2013. W drugiej turze wyborów samorządowych w 2014 nie został wybrany na kolejną kadencję, przegrywając z Piotrem Kuczerą. Wybrany został wówczas do rady miejskiej Rybnika.

## Odznaczenia i wyróżnienia
W 2006 otrzymał Srebrny Krzyż Zasługi. Odznaczony Krzyżem Kawalerskim (2010) i Oficerskim (2015) Orderu Odrodzenia Polski. Wyróżniony m.in. Śląskim Oskarem, Medalem Europejskim oraz Nagrodą im. Grzegorza Palki.